# 西尾大介
西尾 大介（にしお だいすけ、1959年4月1日 - ）は、日本の男性アニメ監督、プロデューサーである。広島県三次市出身。東映アニメーション所属。血液型はO型。

## 来歴・人物
修道高等学校卒業。立命館大学4回生の時に友人から東映の採用試験の情報を聞いて応募、合格し1981年東映動画（現：東映アニメーション）に第1期研修生として入社。同期に佐藤順一、貝澤幸男、芝田浩樹、梅澤淳稔、有迫俊彦といった演出家がいる。『Dr.スランプ アラレちゃん』の第128話「正義と愛の板ばさみ」で演出デビューする。
『ドラゴンボール』『エアマスター』の監督であり、ダイナミックな戦闘演出を得意とする一方、『金田一少年の事件簿』といった静的作品においても高い演出力を見せる。東映オリジナル作品である『ふたりはプリキュア』、『ふたりはプリキュアMaxHeart』ではそれまでの女児向けアニメに無かった異色の徒手空拳による対人格闘を中心に、巧みな感情の流れと人間ドラマを活写。その他、性別によって観る人を限定するようなマーケティングに対する強い警戒心も見せており、総体としてこれまでの戦闘物や女児向け作品に対する強い批判性を含みながら今作に挑んだことが窺える。キャラクターが日常の延長線上で懸命になりながら全力で戦うこと、拳に感情を込める展開を好む。そのためか担当作では現代的な都市部の風景を多分に描いている。『ドラゴンボール』のオープニングの絵コンテでは、歌詞そのままの映像を付けたことに先輩から突っ込みが入ったが反応は良かったという。『ふたりはプリキュア』では不快な要素を入れないこと、主人公たちが自分たちの精一杯の力を出して懸命に戦うことでキャラクターの信念が伝わるようにということなどをモットーにして作品を手掛けた。漫符表現の禁止、都合の良い女性像や芝居の撤廃、人物を内股で立たせない、流背禁止、といったストイックな造りに拘った。また演出面、特に絵コンテに拘る余り、絵コンテ執筆が非常に遅いことでも知られている。

## 参加作品

### テレビアニメ
1981年
- Dr.スランプ アラレちゃん（ - 1986年、演出）

1986年
- ドラゴンボール（ - 1989年、シリーズディレクター）※岡崎稔と共同

1989年
- ドラゴンボールZ（ - 1995年、シリーズディレクター）※199話まで

1990年
- ドラゴンボールZ たったひとりの最終決戦〜フリーザに挑んだZ戦士 孫悟空の父〜（シリーズディレクター）

1993年
- ドラゴンボールZ 絶望への反抗!!残された超戦士・悟飯とトランクス（シリーズディレクター）
- 蒼き伝説シュート!（ - 1994年、シリーズディレクター）

1995年
- 空想科学世界ガリバーボーイ（演出）

1996年
- ゲゲゲの鬼太郎（ - 1998年、シリーズディレクター）

1997年
- 金田一少年の事件簿（ - 2000年、シリーズディレクター）

1999年
- ONE PIECE (アニメ)（1999年 - 、演出）

2003年
- エアマスター（シリーズディレクター）

2004年
- ふたりはプリキュア（ - 2005年、シリーズディレクター）

2005年
- ふたりはプリキュア Max Heart（ - 2006年、シリーズディレクター）

2006年
- 出ましたっ!パワパフガールズZ（ - 2007年、絵コンテ）※22話Aパートのみ

2007年
- Yes!プリキュア5（ - 2008年、演出）※43話のみ

2008年
- ロボディーズ -RoboDz- 風雲篇（シリーズ監督）

2012年
- 探検ドリランド（エグゼクティブプロデューサー）

2014年
- 金田一少年の事件簿R（プロデューサー）

2016年
- DAYS（OP絵コンテ）

### 劇場アニメ
1982年
- Dr.SLUMP “ほよよ!”宇宙大冒険（スペース・アドベンチャー）（助監督）

1983年
- Dr.スランプ アラレちゃん ほよよ!世界一周大レース（演出助手）
- パタリロ!スターダスト計画（演出助手）

1986年
- ドラゴンボール 神龍の伝説（監督）

1987年
- ドラゴンボール 魔神城のねむり姫（監督）

1989年
- ドラゴンボールZ（監督）

1990年
- ドラゴンボールZ この世で一番強いヤツ（監督）
- ドラゴンボールZ 地球まるごと超決戦（監督・絵コンテ）

1991年
- ドラゴンボールZ とびっきりの最強対最強（監修）

1992年
- ドラゴンボールZ 激突!!100億パワーの戦士たち（監督）

1994年
- 蒼き伝説シュート!（監督）

1996年
- ゲゲゲの鬼太郎 風雲！妖怪城 (1996年の映画)（監督）
- 金田一少年の事件簿（監督）

1999年
- 金田一少年の事件簿2 殺戮のディープブルー（監督）

2001年
- ワンピース ジャンゴのダンスカーニバル（監督）

2003年
- インターステラ5555（監督）※竹之内和久と共同

2006年
- ふたりはプリキュア Splash☆Star マジッ★ドキッ♥ 3Dシアター（監督）

2024年
- あめだま（監督）

### OVA
1988年
- Crying フリーマン（監督）

1990年
- TOKUMAアニメビデオえほん―はないちもんめ 第2話 のぼるとやまねこ（監督）
- TOKUMAアニメビデオえほん―はないちもんめ 第5話 草之丞の話（監督）

1991年
- 3×3 EYES（監督）

2010年
- Halo Legends エピソード8 Odd One Out（監督）

### その他
- ガンガンラジオ（第22回ゲスト）
- 流星皇子TOMMY（1994年、Special Thanks）
- ドラゴンボールZ 偉大なる孫悟空伝説（PCE/1994年、録音監督）
- ワンピース グランドラインの冒険（2001年、監督）
- トリコ バーバリアンアイビーを捕獲せよ!（2010年、絵コンテ）
- フジテレビ夢SP タモリ×SMAP僕らは未来を信じよう! ～宇宙への挑戦と奇跡の物語～（2011年、プロデューサー）
- 映画 HUGっと!プリキュア♡ふたりはプリキュア オールスターズメモリーズ（2018年、ブラックホワイト監修）
- ドラゴンボール超 スーパーヒーロー（2022年、Special Thanks）